# Babka długoogonowa
Babka długoogonowa (Knipowitschia longecaudata) – gatunek ryby z rodzaju babkowatych (Gobiidae).

## Występowanie
Morze Czarne, Morze Azowskie i Morze Kaspijskie.
Występuje w wodach słonawych, na płyciznach, na piasku lub wśród wodorostów. Preferuje wody o temp. od 4 do 20 °C.

## Cechy morfologiczne
Osiąga 5 cm długości. W płetwach grzbietowych 6–8 twardych i 7–9 miękkich promieni, w płetwie odbytowej 1 twardy i 8–9 miękkich promieni.

## Odżywianie
Żywi się niewielkimi dennymi bezkręgowcami.

## Rozród
Trze się po pierwszej zimie od III do VII. Samice mogą brać udział w tarle kilka razy w roku. Ziarna ikry mają wymiary 3,0–3,8 mm. Samiec strzeże ikry w jamkach pod kamieniami, roślinnością bądź muszlami mięczaków. Żyje do 2 lat.